# La Première Charge à la machette
Pour plus de détails, voir Fiche technique et Distribution.
La Première Charge à la machette (titre original : La primera carga al machete) est un film cubain réalisé par Manuel Octavio Gómez et sorti en 1969.

## Synopsis
Les débuts de la Première Guerre d'indépendance à Cuba : en octobre 1868, dans la province d'Oriente, l'avocat et propriétaire terrien Carlos Manuel de Cespedes organise la rébellion contre la domination espagnole. Les patriotes, retranchés à Bayamo, opposent une farouche résistance à deux colonnes de l'armée coloniale. Manquant d'armes et de munitions, les forces révolutionnaires compensent leur infériorité par l'utilisation des tactiques de guérilla.

## Fiche technique
- Titre du film : La Première Charge à la machette
- Titre original : La primera carga al machete
- Réalisation : Manuel Octavio Gómez
- Scénario : M. O. Gómez, Alfredo del Cueto, Jorge Herrera
- Photographie : Jorge Herrera - Noir et blanc
- Musique : Leo Brouwer, Pablo Milanés
- Montage : Nelson Rodriguez
- Production : ICAIC
- Pays d'origine :  Cuba
- Langue originale : Espagnol
- Durée : 84 minutes
- Année de sortie : 1969

## Distribution
- Adolfo Llauradó
- Idalia Anreus
- Eslinda Nuñez
- Ana Viñas
- José Rodríguez

## Analyse
La Première Charge à la machette évoque les luttes d'émancipation du peuple cubain, datant de la fin du XIXe siècle, à l'aide de techniques contemporaines, comme le cinéma-enquête, le son direct, la caméra portée à la main. « J'ai pensé qu'il serait intéressant de traiter un fait historique comme s'il s'agissait d'un fait actuel, ou mieux, comme s'il était vu par une personne qui aurait vraiment participé à l'événement. Il ne s'agissait pas d'une simple intention formelle, mais il existait une volonté conceptuelle de rendre l'histoire plus vivante, plus vigoureuse », indique Manuel Octavio Gómez. S'agissant de l'image, « l'anachronisme est souligné volontairement par une photographie imitant les vieux daguerréotypes ou clichés en décomposition. »
Comme le titre le souligne, la machette, instrument d'abattage des coupeurs de canne à sucre, est le protagoniste principal du film. « En approfondissant peu à peu l'événement historique, j'ai pu définir ce qui constituait l'idée centrale du film : la machette, un outil de travail qui, à un moment précis, acquiert l'importance d'une arme de combat, d'une arme qui eut un rôle décisif dans les Guerres d'indépendance. Mais, il n'y avait pas uniquement cette transformation de l'instrument de travail en arme de guerre, mais aussi le fait d'être la seule arme dont disposait le peuple cubain à cette époque-là », explique le réalisateur.

## Distinctions
Le film a été présenté à la Quinzaine des réalisateurs, en sélection parallèle du festival de Cannes 1969.